# Terry McGee
Pour les articles homonymes, voir McGee.
Terence Gary McGee, couramment appelé Terry McGee, né le 5 janvier 1936 à Cambridge (Nouvelle-Zélande) et mort le 26 juin 2025,, est un géographe et chercheur en science sociale néo-zélandais. Il a reçu le prix Vautrin-Lud en 2009.

## Thèmes de recherche
Les principaux thèmes développés par McGee au long de sa carrière académique sont les suivants :
- les villes d'Asie du Sud-Est ;
- géographie du développement ;
- l'économie informelle dans les pays en développement ;
- les filières alimentaires dans les pays en développement ;
- l'émergence de régions métropolitaines étendues ;
- les migrations ville-campagne[3].

### Le modèle de McGee
Développé en 1967 pour les villes moyennes d'Asie du Sud-Est, le modèle de McGee est assez similaire au modèle de Griffin-Ford (pour les villes d'Amérique latine) en ce qui concerne les zones résidentielles, cependant le modèle de McGee ne comporte pas de CBD mais une zone commerciale rayonnant à partir du port.

### Desakota
McGee invente ce néologisme à partir des mots indonésiens desa (village) et kota (villes) pour caractériser des zones rurales en périphérie urbaine à la densité importante et où coexistent à la fois l'agriculture et l'industrie.

## Publications
Parmi ses nombreuses publications, citons notamment :
- McGee, T. G. and Watters, R. F. (eds.) (1997). New Geographies of the Asia Pacific Region. London, Hurst
- McGee, T. G. and I. Robinson (eds.) (1995). The Mega-Urban Regions of Southeast Asia. Policy Challenges and Response. Vancouver: UBC Press
- McGee, T. G. (1994). Labour force change and mobility in the extended metropolitan regions of Asia. in RJ Fuchs & al., Mega-City Growth and the Future, 62-93.
- McGee, T. G. (1991). The emergence of desakota regions in Asia: expanding a hypothesis. The extended metropolis: Settlement transition in Asia, 3-25.
- McGee, T. G. (1989). Urbanisasi or kotadesasi? Evolving patterns of urbanization in Asia. Urbanization in Asia: Spatial dimensions and policy issues, 108.
- McGee, T. G. (1986). Circuits and networks of capital: The internationalization of the world economy and national urbanization. Urbanisation in the Developing World. London: Croom Helm, 23-36.
- McGee, T. G. (1977). Rural-urban mobility in South and Southeast Asia: different formulations, different answers. Human Migration Patterns and Politics, 199-224.
- McGee, T. G. (1971). The Urbanization Process in the Third World, London, Bell
- McGee, T. G. (1967). The southeast Asian city : a social geography of the primate cities of Southeast Asia, London, Bell
- McGee, T. G. (1964). The Rural-Urban Continuum Debate: The Preindustrial City and Rural-Urban Migration. Pacific viewpoint, 5(2), 159-181.

## Carrière académique
Titulaire d'une maîtrise et d'une thèse en géographie de l'université Victoria de Wellington, McGee s'intéresse à l'Asie dès son sujet de maîtrise qui porte sur les immigrants malais à Wellington. Il a enseigné à l'université Victoria de Wellington, à l'université de Malaya, à l'université de Hong Kong, à l'université nationale australienne et a dirigé l'Institute for Asian Research entre 1978 et 1992 à l'université de la Colombie-Britannique.
McGee est par ailleurs consultant pour le PNUD et pour l'Agence canadienne de développement international.

## Récompenses
- 1996 : UBC Isaac Killam Research Prize[8]
- 2000 : Erskine Fellowship, université de Canterbury
- 2000 : Canadian Association of Geographers (CAG) Award for Scholarly Distinction in Geography
- 2009 : Lauréat du prix international de géographie Vautrin-Lud